# 大分県道621号田野庄内線
大分県道621号田野庄内線（おおいたけんどう621ごう たのしょうないせん）は、大分県玖珠郡九重町から由布市に至る一般県道である。

## 概要
玖珠郡九重町大字田野から由布市庄内町柿原に至る。
沿線には起点付近に長者原、飯田高原がある。
2019年（令和元年）10月7日、由布市庄内町野畑地区において、鹿倉2工区のバイパスが開通し、狭隘区間が解消した。
大分県が制定した、九重連山観光の循環道路「ぐるっとくじゅう周遊道路」の一部に組み込まれている。九重町田野の大分県道40号飯田高原中村線重複区間終点から由布市庄内町阿蘇野の区間が指定されている。

### 路線データ
- 起点：大分県玖珠郡九重町大字田野（長者原交差点、大分県道・熊本県道11号別府一の宮線交点）
- 終点：大分県由布市庄内町柿原（由布市庄内庁舎前交差点、国道210号交点、大分県道52号別府庄内線終点）

## 歴史
- 1973年（昭和48年）4月2日 - 大分県告示第250号により田野庄内線として路線認定[4]。
- 2019年（令和元年）10月7日 - 由布市庄内町野畑において、鹿倉2工区のバイパス区間（延長900 m）が開通[5]。

## 路線状況

### 重複区間
- 大分県道40号飯田高原中村線（玖珠郡九重町大字田野 地内）

## 地理

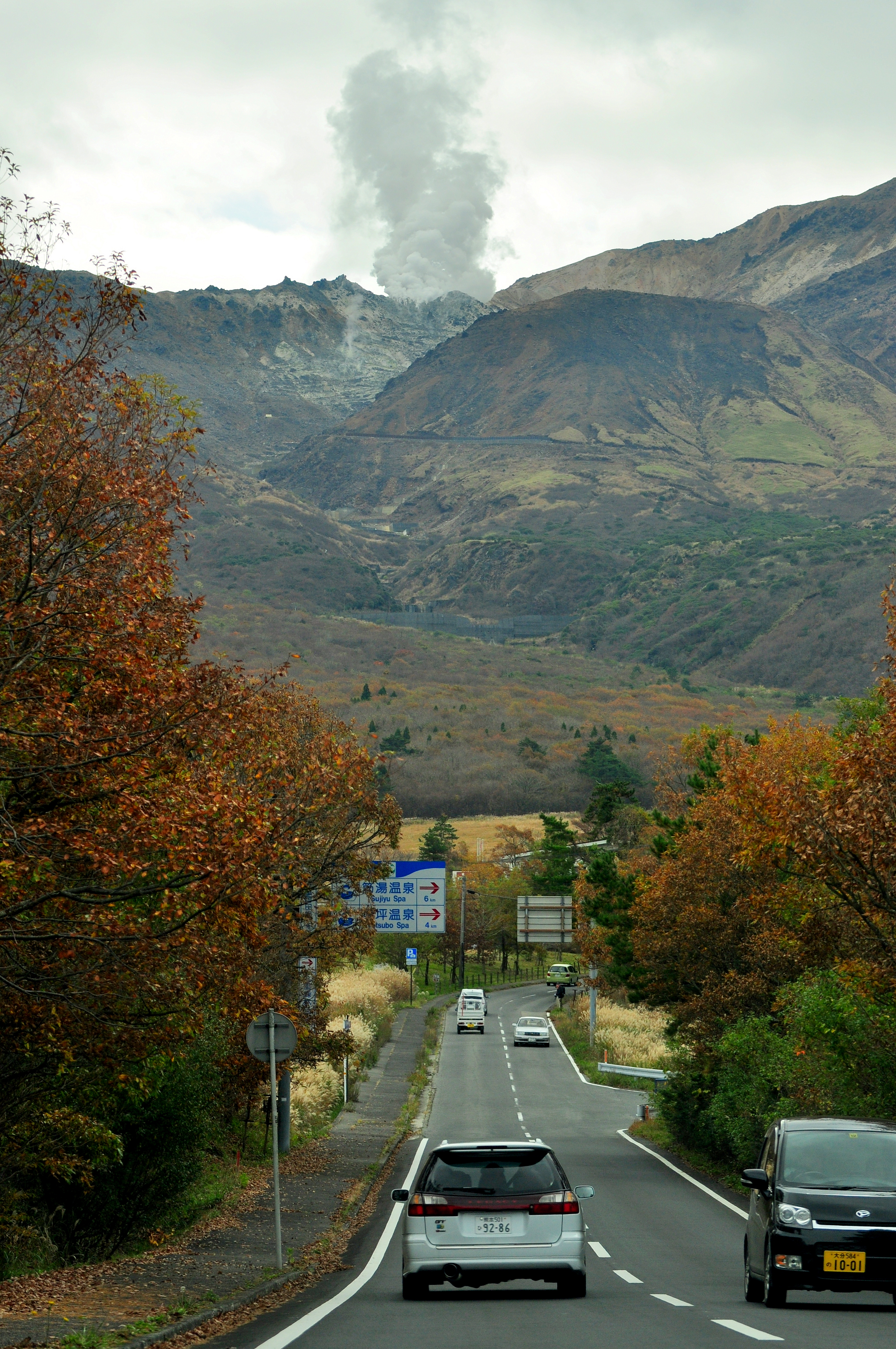
長者原の県道621号と九重山の硫黄山の噴気

### 通過する自治体
- 玖珠郡九重町
- 由布市

### 交差する道路
| 交差する道路                            | 市町村名 | 市町村名 | 交差する場所 | 交差する場所                  |
| --------------------------------------- | -------- | -------- | ------------ | ----------------------------- |
| 大分県道・熊本県道11号別府一の宮線      | 玖珠郡   | 九重町   | 大字田野     | 長者原交差点 / 起点           |
| 大分県道680号田野宝泉寺停車場線         | 玖珠郡   | 九重町   | 大字田野     |                               |
| 大分県道40号飯田高原中村線 重複区間起点 | 玖珠郡   | 九重町   | 大字田野     |                               |
| 大分県道40号飯田高原中村線 重複区間終点 | 玖珠郡   | 九重町   | 大字田野     |                               |
| 大分県道・熊本県道11号別府一の宮線      | 玖珠郡   | 九重町   | 大字田野     | 飯田高原交差点                |
| 国道210号                               | 由布市   | 由布市   | 庄内町柿原   | 由布市庄内庁舎前交差点 / 終点 |

### 沿線
- 長者原
- 玖珠警察署 飯田駐在所
- 飯田高原
- 由布市立阿蘇野小学校
- 由布市役所
- JR九州久大本線 天神山駅